# 浜田 (千葉市)
浜田（はまだ）は、千葉県千葉市美浜区の地名である。現行行政地名は浜田一丁目および浜田二丁目。郵便番号は261-0025。

## 概要
美浜区北西部に位置し、千葉市の幕張西、若葉、中瀬、豊砂、および習志野市の芝園、香澄と隣接する。

## 世帯数と人口
2022年（令和4年）現在の世帯数と人口は以下の通りである。
| 町丁       | 世帯数    | 人口    |
| ---------- | --------- | ------- |
| 浜田一丁目 | 1,167世帯 | 3,443人 |
| 浜田二丁目 | 196世帯   | 377人   |
| 合計       | 1,363世帯 | 3820人  |

## 小・中学校の学区
市立小・中学校に通う場合、学区は以下の通りとなる。
| 番地       | 番地             | 小学校               | 中学校               |
| ---------- | ---------------- | -------------------- | -------------------- |
| 浜田一丁目 | 浜田一丁目       | 千葉市立幕張西小学校 | 千葉市立幕張西中学校 |
| 浜田二丁目 | JR京葉線より北側 | 千葉市立幕張西小学校 | 千葉市立幕張西中学校 |
| 浜田二丁目 | JR京葉線より南側 | 千葉市立打瀬小学校   | 千葉市立打瀬中学校   |

## 交通

### 高速道路
- E51 東関東自動車道

- JR京葉線 幕張豊砂駅

## 施設
- 千葉運転免許センター
- イオンモール幕張新都心